# جون د. فورد
جون د. فورد (بالإنجليزية: John D. Ford)‏ هو ضابط ومهندس أمريكي، ولد في 19 مايو 1840 في بالتيمور في الولايات المتحدة، وتوفي بنفس المكان في 17 أبريل 1918.